# H. Garland Dupré

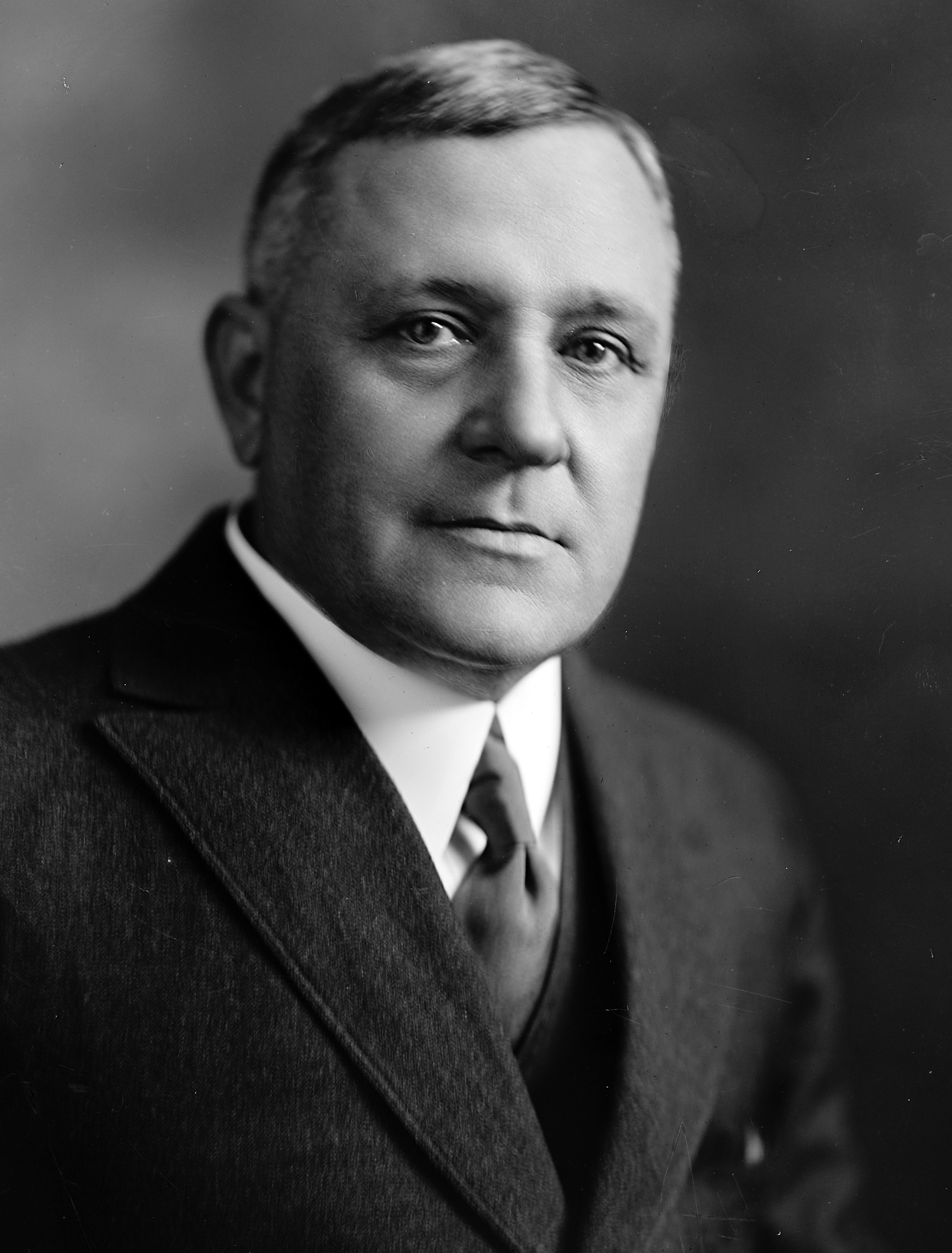
H. Garland Dupré

Henry Garland Dupré (* 28. Juli 1873 in Opelousas, Louisiana; † 21. Februar 1924 in Washington, D.C.) war ein US-amerikanischer Politiker. Zwischen 1910 und 1924 vertrat er den Bundesstaat Louisiana im US-Repräsentantenhaus.

## Werdegang
Garland Dupré besuchte die öffentlichen Schulen seiner Heimat und studierte danach bis 1892 an der Tulane University in New Orleans. Nach einem anschließenden Jurastudium an derselben Universität und seiner 1895 erfolgten Zulassung als Rechtsanwalt begann er in New Orleans in diesem Beruf zu arbeiten. Zwischen 1900 und 1910 war er dort stellvertretender städtischer Anwalt.
Politisch wurde Dupré Mitglied der Demokratischen Partei. Von 1900 bis 1910 saß er als Abgeordneter im Repräsentantenhaus von Louisiana; ab 1908 war er dessen Speaker. Im Jahr 1908 war er Vorsitzender des regionalen demokratischen Parteitages in Louisiana. Nach dem Tod des Abgeordneten Samuel Louis Gilmore wurde Dupré bei der fälligen Nachwahl für das zweite Abgeordnetenmandat von Louisiana als dessen Nachfolger in das US-Repräsentantenhaus in Washington gewählt. Dort nahm er am 8. November 1910 seinen Sitz ein. Nachdem er bei allen folgenden turnusmäßigen Wahlen bestätigt wurde, konnte er bis zu seinem Tod am 21. Februar 1924 im Kongress verbleiben. Während dieser Zeit wurden dort der 16., der 17. der 18. und der 19. Verfassungszusatz verabschiedet.
Nach Duprés Tod fiel sein Mandat in einer Nachwahl an James Z. Spearing.